# トニー・オリバー
トニー・オリバー（Tony Oliver、1958年5月12日 - ） は、アメリカ合衆国の男性声優、脚本家、プロデューサー、音響監督。TBエンターテイメント社長兼CEO。プエルトリコ・サンフアン出身。妻は脚本家のバーバラ・A・オリバー。別名はアントニオ・オリバー（Antonio Oliver）、 ラファエル・オリバー（Rafael Oliver）。

## 概要
10歳の時のクリスマスに合唱をしたことがきっかけでエンターテイメント業界に進むことを志し、17歳の時にテレビ番組『Sunday morning』にて歌手としてデビュー。
ピアースカレッジを経て南カリフォルニア大学で舞台芸術を学ぶ。
役者としては低予算映画や舞台を中心に活動した後、英語版『シリウスの伝説』の主役シリウス役で声優デビューし、『ロボテック』のリック・ハンター役がテレビアニメデビュー作となる。その後に脚本家としてもデビューし、子供向け番組などで活動。
プロデューサーとしてABC系列局に勤務した経験した経験もあり、1988年からサバン・エンターテイメントにてストーリー・エディター及びプロデューサーとして活動。その後1999年まで同社にて『パワーレンジャー』や日本製アニメ作品の英語版の制作に関わり、Foxファミリー・ワールドワイドにおいてもにおいても1999年までプロデューサーとして活動し、同年にTBエンターテイメント社を設立。
2000年からバングズーム! エンタテイメントにてボイスディレクターの仕事を行い、同社が行っている声優ワークショップの講師を務めている
映画俳優組合、米国テレビラジオ芸能人連合、アメリカテレビアカデミー会員。

### 受賞・ノミネート
- 1991年ペアレンツ・マガジン賞プリスクールテレビ番組アニマティック脚色賞『The Jungle Book』[4]
- アニメエキスポ2007年功労賞受賞[4]
- アメリカン・アニメ・アワード：最優秀男優賞部門候補『ルパン三世』[7]

## 参加作品

### テレビアニメ（出演）
1985年
- Captain Harlock and The Queen of a Thousand Years（クリス）
- ロボテック（リック・ハンター）

1991年
- The-Story-of-15-Boys（ナレーター）

2000年
- るろうに剣心 -明治剣客浪漫譚-（虎丸、警官）

2001年
- ゲートキーパーズ（若者）
- THE ビッグオー
- トランスフォーマー・ロボッツ・イン・ディスガイズ（チームスタッフ男、花婿）

2002年
- ああっ女神さまっ 小っちゃいって事は便利だねっ（森里螢一）
- X -エックス-（有洙川空汰）
- 風まかせ月影蘭（侍、他）
- SAMURAI GIRL リアルバウトハイスクール（獅子倉達哉）
- GTO（村井國男）
- ヴァンドレッド（ヒビキ・トカイ）
- ヴァンドレッド the second stage（ヒビキ・トカイ）
- バビル2世（沢木登）
- るろうに剣心 -明治剣客浪漫譚-（忍者、他）

2003年
- 藍より青し（フロント、陽介、タイヤキ屋、学生）
- アルジェントソーマ
- Witch Hunter ROBIN（藤堂寛）
- おねがい☆ティーチャー（山田正臣）
- サイボーグ009 THE CYBORG SOLDIER（小山田勝、パイロット）
- THE ビッグオー second season（ダヴ、T・ボーン）
- スクライド（イーリャン、来夏月爽）
- ちっちゃな雪使いシュガー（ヴィンセント）
- ちょびっツ（新保弘）
- Heat Guy-J（ニュースキャスター）
- BRIGADOON まりんとメラン（メラン・ブルー）
- まほろまてぃっく（ノブ、男子学生）
- まほろまてぃっく〜もっと美しいもの〜（美里優〈成年時〉、他）
- ルパン三世 (TV第2シリーズ)（ルパン三世、マルチーノの手下、シャーロック・ホームズ三世）※パイオニア版

2004年
- 宇宙のステルヴィア（ジョイ・ジョーンス）
- WOLF'S RAIN（ホース）
- おねがい☆ツインズ（山田正臣）
- GAD GUARD（真田ハジキ）
- ガングレイヴ（ハリー・マクドウェル）
- SPACE PIRATE CAPTAIN HERLOCK（ヤス）
- 攻殻機動隊 STAND ALONE COMPLEX（アナウンサー、SWAT隊員）
- 十二国記（高里卓）
- 天地無用! GXP（山田西南、ラジャウ・ガ・ワウラ）
- はじめの一歩（山田直道）
- ママレード・ボーイ（ウィル）
- LAST EXILE（イーサン）

2005年
- IGPX（エッジレード・コーチ、工員A）
- ウルトラマニアック（架地哲士）
- OVERMANキングゲイナー（ヒューズ・ガウリ）
- お伽草子
- 巌窟王（マクシミリアン・モレル）
- 攻殻機動隊 S.A.C. 2nd GIG（ニュースキャスター）
- 最遊記RELOAD（沙悟浄）
- サムライチャンプルー（永光）
- 蒼穹のファフナー（小楯衛）
- プラネテス（ヤンキー）

2006年
- 交響詩篇エウレカセブン（ハップ、ゴンジイ）
- 最遊記RELOAD GUNLOCK（沙悟浄）
- ジャングルはいつもハレのちグゥ（サギン）
- Fate/stay night（ランサー）

2007年
- アイシールド21（桜庭春人）
- TOKKO 特公（申道蘭丸）
- 流星のロックマン（星河大吾）

2008年
- コードギアス 反逆のルルーシュ（曹）
- 天元突破グレンラガン（ナレーター、20年後のシモン）
- 魔法少女隊アルス（ジダン、他）
- らき☆すた（泉そうじろう、店員B）

2009年
- MONSTER

2010年
- アイアンマン（チーフ・ニュース・エディター）
- Secret Millionaires Club（シド）

2011年
- ウルヴァリン（スクラップ工場の男1）
- けいおん!（唯の父、斉藤執事、他）
- 侵略!イカ娘（パパ、 南風の店長、クラーク）
- マーサ&フレンズ

2012年
- けいおん!!（店員）
- ぬらりひょんの孫

2013年
- 青の祓魔師（丸田）
- ソードアート・オンライン（シグルド）

2014年
- 翠星のガルガンティア
- ドラえもん（2005年版）（野比のび助）
- ぬらりひょんの孫 千年魔京（雨造）
- 美少女戦士セーラームーン（男）※ビズメディア版
- マギ The labyrinth of magic（サブマド・サルージャ）

2015年
- ジョジョの奇妙な冒険（ブラフォード）
- Fate/stay night [Unlimited Blade Works]（ランサー）

2016年
- HUNTER×HUNTER（第2作）（ビーンズ、アモリ、島民B）
- ラブライブ!
- ラブライブ! 2nd Season

2017年
- ルパン三世 PART IV（ルパン三世）

2018年
- ジョジョの奇妙な冒険 ダイヤモンドは砕けない（サトル）

2019年
- ヴィンランド・サガ
- ルパン三世 血の刻印 〜永遠のMermaid〜（ルパン三世）
- ルパン三世 グッバイ・パートナー（ルパン三世）
- ルパン三世 PART5（ルパン三世）

 2021年
- ルパン三世 プリズン・オブ・ザ・パスト（ルパン三世）
- ルパン三世 (TV第1シリーズ)（ルパン三世）
- 半妖の夜叉姫（蛾ヶ御前）

2022年
- ルパン三世 PART6（ルパン三世）
- ルパン三世 EPISODE:0 ファーストコンタクト（ルパン三世）
- ルパン三世VS名探偵コナン（ルパン三世）

### 劇場アニメ（出演）
1982年
- シリウスの伝説（シリウス）

1991年
- 北斗の拳（バット）

1992年
- ゴルゴ13（ロバート・ドーソン）

2001年
- ああっ女神さまっ（森里螢一）
- AKIRA（運転手）※DVD版
- メトロポリス

2002年
- アミテージ・ザ・サード POLY-MATRIX

2003年
- WXIII 機動警察パトレイバー（野球選手）
- ルパン三世 ルパンVS複製人間（ルパン三世）

2004年
- エクスドライバー the Movie（ジョー）
- 機動戦士ガンダムF91（ジョージ・アズマ）
- Nina&Rei Danger Zone

2010年
- 涼宮ハルヒの消失（山根）

2011年
- 秒速5センチメートル（アナウンサー）※バンダイ・エンタテイメント版
- REDLINE（シンカイ）

2012年
- Fate/stay night [Unlimited Blade Works]（ランサー）

2013年
- 映画けいおん!（教師）

2014年
- STAND BY ME ドラえもん（野比のび助）

2016年
- ドラゴン・パンダ

2018年
- 劇場版 Fate/stay night [Heaven's Feel] I.presage flower（ランサー）
- ルパン三世 バビロンの黄金伝説（ルパン三世）

2020年
- ルパン三世 THE FIRST（ルパン三世）

2021年
- STAND BY ME ドラえもん 2（野比のび助）
- 僕のヒーローアカデミア the MOVIE ワールド ヒーローズ ミッション
- ルパン三世VS名探偵コナン THE MOVIE（ルパン三世）

### OVA（出演）
1987年
- BIRTH（シュルギ・ナム）※ストリームライン版

2001年
- 快刀乱麻 THE ANIMATION（楯岡新十郎）

2004年
- I'll/CKBC（山崎義生）
- ここはグリーン・ウッド（男A）※メディアブラスター版
- サブマリン707R（山田漁太）
- 戦闘妖精雪風
- ブラック・ジャック（レポーター）
- 八雲立つ（江馬充）

2005年
- 新ゲッターロボ（早乙女達人）
- 天地無用! 魎皇鬼（九羅密美咲生）

2006年
- 鴉 -KARAS-（医者）
- 天地無用! 魎皇鬼 第三期プラス1（九羅密美咲生）

2007年
- ロボテック シャドー・クロニクル（リック・ハンター）

2012年
- ファースト・スクワッド（マラト）

2019年
- ルパン三世 ルパンは今も燃えているか?（ルパン三世）

2022年
- Fate/Grand Carnival（クー・フーリン〈ランサー / キャスター / オルタ〉）

### Webアニメ（出演）
2008年
- FLAG（リポーター）

2018年
- ツリーハウスたんていだん（カメレオン）

2020年
- エイリアン・Ｘマス（トナカイ）

2021年
- 攻殻機動隊 SAC_2045
- ジョジョの奇妙な冒険 ストーンオーシャン（オペレーター）
- バイオハザード: インフィニット ダークネス

### 特撮（出演）
1993年
- パワーレンジャー（メガゾードのコンピューターの声、ファングの声、ロックスターの声）

1994年
- バーチャル戦士トゥルーパーズ（ダイス・ソードボットの声（初代））
- パワーレンジャー（ゴータン〈ヤギの顔〉の声、ミンギターの声、サーバの声）

1995年
- パワーレンジャー（ウィザード・ディセプションの声）
- パワーレンジャー・映画版（サーバの声）※登場シーンカット

1998年
- パワーレンジャー・イン・スペース（フライトウィングの声）

2001年
- パワーレンジャー・タイムフォース（クロウロックスの声）

2002年
- パワーレンジャー・ワイルドフォース（シグナルオルグの声）

### ゲーム（出演）
1995年
- Mighty Morphin Power Rangers Print Kit（サーバ）

2003年
- 真・三國無双3（馬超）
- 真・三國無双3 猛将伝 （馬超）
- ゼノサーガ エピソードI［力への意志］（トニー）

2004年
- 真・三國無双3 Empires（馬超）
- 戦国無双（森蘭丸）
- ルパン三世 魔術王の遺産（ルパン三世）

2006年
- サムライチャンプルー HIPHOPサムライアクション（ナレーター）
- .hack//G.U. Vol.2 君想フ声

2007年
- エウレカセブン TR1:NEW WAVE
- エウレカセブン NEW VISION
- .hack//G.U. Vol.3 歩くような速さで

2009年
- マグナカルタ2

2010年
- ゴッドイーターバースト（レンダン・バーデル ）
- 戦国BASARA3（小早川秀秋、直江兼続 ）

2013年
- NARUTO -ナルト- 疾風伝 ナルティメットストーム3（波風ミナト）

2014年
- パワーレンジャー・スーパーメガフォース（スペースレッド、ワイルドフォースレッド、RPMレッド、ロード・ゼッド）
- グランドチェイス（ウーノ）

2015年
- 絶対絶望少女 ダンガンロンパ Another Episode（不二咲太市）

### 吹き替え（出演）
2003年
- 陰陽師（早良親王〈萩原聖人〉）

2004年
- アタック・ザ・ガス・ステーション!（ナード）

2005年
- スカイハイ 劇場版（岸一雄〈田口浩正〉）

2010年
- デスカッパ

2013年
- ザ・タワー 超高層ビル大火災（チン会長）

2015年
- バトル・オーシャン 海上決戦

2016年
- ベテラン（ペ運転手）

2018年
- バーフバリ 伝説誕生（導師）
- マルセイユ（ゲネロン<2代目>、プリスト）

### 舞台（出演）
1995年
- パワーレンジャー・ワールド・ツアー・ライブ・オン・ステージ（サーバの声）

### 映画（出演）
1982年
- バトル・フォース（ビル）

1984年
- Alley Cat（ボブ）

1998年
- ラスティ!（レベルの声）

2009年
- Aussie and Ted's Great Adventure （リセスの声）

### テレビドラマ（出演）
- 炎のテキサス・レンジャー（歌声）

### イベント出演
2007年
- パワーモーフィコン2007

2010年
- パワーモーフィコン2010

### 本人出演
2007年
- アニメ・デッサン・レボリューション

2008年
- アドベンチャーズ・イン・ボイス・アクティング

### その他（出演）
- Sunflower Sunday（タイトルシンガー）
- ロボテックII: センチネル（リック・ハンター）

### テレビアニメ（スタッフ）
1985年
- Macron 1[8]（脚本）

1987年
- メイプルタウン物語（台本）

1988年
- 愛の若草物語（台本、ストーリー・エディター）
- グリム名作劇場（台本、ストーリー・エディター、スクリプト・スーパーバイザー）
- トム・ソーヤーの冒険（台本）
- ふしぎなコアラブリンキー（ADRディレクター、台本、スクリプトスーパーバイザー）

1990年
- げらげらブース物語（台本、スクリプトスーパーバイザー）
- どんどんドメルとロン（台本、スクリプト・スーパーバイザー）

1991年
- キャッ党忍伝てやんでえ（ストーリー・エディター、台本）
- ウリクペン救助隊（ストーリー・エディター）
- 人魚姫 マリーナの冒険（スクリプト・エディター）
- ハクション大魔王（ストーリー・エディター）
- ポンキッキめいさくわーるど
  - アルプスの少女ハイジ（ストーリー・エディター、台本）
  - オズのまほうつかい（ストーリー・エディター）
  - しらゆきひめ（ストーリー・エディター）
  - シンデレラ（ストーリー・エディター）
  - 不思議の国のアリス（ストーリー・エディター）

1992年
- Gulliver's Travels（脚本）

2000年
- 時空探偵ゲンシクン（台本）
- ダイノゾーズ（台本）

2001年
- トランスフォーマー・ロボッツ・イン・ディスガイズ（ボイスディレクター）
- 六門天外モンコレナイト（ボイスディレクター、台本）

2002年
- SAMURAI GIRL リアルバウトハイスクール（ボイスディレクター〈第5 - 13話〉、ADR台本）
- ヴァンドレッド（ADR台本）
- マシュランボー（ストーリー・エディター、台本）

2003年
- アルジェントソーマ（ADR台本）
- Witch Hunter ROBIN（ADR台本）
- おねがい☆ティーチャー（ADRディレクター、ADR台本）
- 爆闘宣言ダイガンダー（プロデューサー、ストーリー・エディター）
- Hello Kitty's Paradise（ボイスディレクター、プロデューサー）
- まほろまてぃっく（ADRディレクター、ADR台本）
- まほろまてぃっく〜もっと美しいもの〜（ADRディレクター、ADR台本）

2004年
- おねがい☆ツインズ（ADRディレクター、ADR台本）
- まほろまてぃっく TVスペシャル えっちなのはいけないと思います!（ADRディレクター、ADR台本）
- ママレード・ボーイ（台本）

2005年
- OVERMANキングゲイナー（ADRディレクター）
- 巌窟王（ボイスディレクター）
- プラネテス（ボイスディレクター）

2006年
- 交響詩篇エウレカセブン（ボイスディレクター、台本）
- ジャングルはいつもハレのちグゥ（ボイスディレクター、台本）

2007年
- アイシールド21（ボイスディレクター、台本、プロデューサー）
- 流星のロックマン（台本）

2008年
- 天元突破グレンラガン（ADRディレクター、台本）
- 魔法少女隊アルス（ADRディレクター、台本）
- 魔法少女リリカルなのは（ボイスディレクター、台本）

2009年
- 魔法少女リリカルなのはA's（ボイスディレクター、台本）

2010年
- ゼロの使い魔（ボイスディレクター、台本）

2011年
- けいおん!（ADRディレクター、台本）
- 侵略!イカ娘（ボイスディレクター、ADR台本）
- マーサ&フレンズ（ボイスディレクター）
- 遊戯王ZEXAL（台本）

2012年
- 青の祓魔師（ボイスディレクター、台本）
- けいおん!!（ADRディレクター、台本）
- ぬらりひょんの孫（ADRディレクター、台本）
- まほろまてぃっく特別編 ただいま◆おかえり（ADRディレクター）

2013年
- Fate/Zero（ADRディレクター、台本）

2014年
- 翠星のガルガンティア（ADRディレクター、台本）
- ぬらりひょんの孫 千年魔京（ADRディレクター、台本）
- マギ The labyrinth of magic（ADRディレクター、台本）

2015年
- 凪のあすから（ADRディレクター）
- ドラえもん（2005年版）（アディショナル・ボイスディレクター）
- Fate/stay night [Unlimited Blade Works]（ADRディレクター、台本）
- マギ The kingdom of magic（ADRディレクター、台本）

2016年
- HUNTER×HUNTER（第2作）（ボイスディレクター）
- ラブライブ!（ADRディレクター）
- ラブライブ! 2nd Season（ADRディレクター）

2017年
- Fate/Apocrypha（ボイスディレクター）

2019年
- ルパン三世 グッバイ・パートナー（ADRディレクター）

2021年
- ルパン三世 PART6（ADRディレクター）

### 劇場アニメ（スタッフ）
2004年
- 機動戦士ガンダムF91（ボイスディレクター、台本）

2005年
- ママレード・ボーイ（台本）

2011年
- 交響詩篇エウレカセブン ポケットが虹でいっぱい（ボイスディレクター、台本）
- Cinderella Moon（ボイスディレクター、ADR台本）

2013年
- 映画けいおん!（ADRディレクター、ADR台本）

2014年
- Dive Olly Dive and The Pirate Treasure（アディショナル・ボイスディレクター）
- STAND BY ME ドラえもん（ボイスディレクター）

2016年
- ドラゴン・パンダ（台本）※ウェンディー・リーとの連名。

2020年
- LUPIN THE ⅢRD 峰不二子の嘘（ADRディレクター）

2021年
- アーヤと魔女（台本脚色）

### OVA（スタッフ）
1986年
- My Favorite Fairy Tales（スクリプト・スーパーバイザー）

1990年
- The Jungle Book（脚本、アソシエイト・プロデューサー）

2005年
- 新ゲッターロボ（ボイスディレクター、台本）

2007年
- ジャングルはいつもハレのちグゥ デラックス（ボイスディレクター、台本）

2021年
- 岸辺露伴は動かない（ダビングディレクター）

### Webアニメ（スタッフ）
- FLAG（2007年、ADRディレクター、ADR台本）
- レゴ(R)フレンズ みんなでやってミッション!（2019年 - 2020年、ボイスディレクター）
- エイリアン・Xマス（2020年、ボイスディレクター）
- 攻殻機動隊 SAC_2045（2021年、ダビングディレクター）

### ゲーム（スタッフ）
特記のないものに限り、ボイスディレクターとしての参加。
2006年
- .hack//G.U. Vol.2 君想フ声（ボイスディレクター、台本脚色）

2007年
- エウレカセブン TR1:NEW WAVE（ボイスディレクター、台本）
- エウレカセブン NEW VISION（ボイスディレクター、台本）
- .hack//G.U. Vol.3 歩くような速さで（ボイスディレクター、台本脚色）

2008年
- 偽りの輪舞曲

2009年
- アヴァロンコード
- KAMEN RIDER DRAGON KNIGHT
- Section 8
- マグナカルタ2（ボイスディレクター、脚色）
- League of Legends
- ルーンファクトリー フロンティア
- ロロナのアトリエ 〜アーランドの錬金術士〜

2010年
- イースVII
- ゴッドイーター バースト
- 絶対ヒーロー改造計画
- トリニティ・ユニバース
- ブルードラゴン 異界の巨獣
- ブレイジングソウルズ
- BLAZBLUE -CONTINUUM SHIFT-

2011年
- アルトネリコ3 世界終焉の引鉄は少女の詩が弾く
- トトリのアトリエ 〜アーランドの錬金術士2〜

2012年
- 超次元ゲイム ネプテューヌmk2
- 忍道2 散華
- メルルのアトリエ 〜アーランドの錬金術士3〜

2013年
- 神次元ゲイムネプテューヌV
- パワーレンジャー・メガフォース

2014年
- 圧倒的遊戯 ムゲンソウルズZ
- エスカ&ロジーのアトリエ 〜黄昏の空の錬金術士〜
- 新・ロロナのアトリエ はじまりの物語〜アーランドの錬金術士〜
- ダンガンロンパ 希望の学園と絶望の高校生
  - スーパーダンガンロンパ2 さよなら絶望学園
- Digimon All-Star Rumble
- パワーレンジャー・スーパーメガフォース
- 魔女と百騎兵

### 吹き替え（スタッフ）
1989年
- Hallo Spencer（スクリプト・スーパーバイザー）

2010年
- Yohan The Child Wanderer（ボイスディレクター）

### 特撮（スタッフ）
1992年
- パワーレンジャーパイロット版（脚本、スーパーバイジング・プロデューサー）

1993年
- パワーレンジャー（脚本、ストーリーエディター〈シーズン2まで〉、スーパーバイジング・プロデューサー〈第1 - 106話〉、デベロップメント・プロデューサー〈ノンクレジット[4]〉）

1994年
- サイバートロン（脚本）
- バーチャル戦士トゥルーパーズ（スーパーバイジング・プロデューサー）
- Mighty Morphin Power Rangers: Alpha's Magical Christmas（スーパーバイジング・プロデューサー）
- Mighty Morphin Power Rangers Karate Club（追加脚本）

1995年
- パワーレンジャー（共同プロデューサー〈第107以降〉）
- Mighty Morphin Power Rangers Lord Zedd's Monster Heads（脚本、プロデューサー）
- Mighty Morphin Power Rangers I'm Dreaming of a White Ranger（共同プロデューサー）
- Mighty Morphin Power Rangers The Good, The Bad And The Stupid（監督、脚本、プロデューサー）
- パワーレンジャー・映画版（コンサルティング・プロデューサー〈ノンクレジット〉[9]）
- マスクド・ライダー（スーパーバイジング・プロデューサー〈第1 - 27話〉）

1996年
- マイティ・モーフィン・エイリアンレンジャー（共同プロデューサー）
- パワーレンジャー・ジオ（脚本、共同プロデューサー）

1997年
- パワーレンジャー・ターボ・映画版・誕生!ターボパワー（ポスト・プロダクション・スーパーバイジング・プロデューサー）
- パワーレンジャー・ターボ（脚本）

1999年
- パワーレンジャー・ザ・ロストエピソード（脚本、プロデューサー、監督）

2003年
- パワーレンジャー・ニンジャストーム（コンサルティング・プロデューサー〈ノンクレジット〉[9]）

2010年
- パワーレンジャー・サムライ（脚本）

### 舞台（スタッフ）
1995年
- パワーレンジャー・ワールド・ツアー・ライブ・オン・ステージ（脚本、プロデューサー、監督）

### 映画（スタッフ）
1998年
- ラスティ!（共同監督、追加脚本、共同製作総指揮）

2009年
- オージー&テッド・グレイト・アドベンチャー（スーパーバイジング・プロデューサー）

### テレビ映画（スタッフ）
1997年
- Chimp Lips Theater（監督、セグメント・プロデューサー）

1998年
- Gotcha（プロデューサー）

### 書籍
1990年
- The Jungle Book（脚色）

1995年
- Mighty Morphin Power Rangers: Adventure on Phadoes（脚本）
- Mighty Morphin Power Rangers: The Movie Storybook（脚本）
- Mighty Morphin Power Rangers: the Movie Scrapbook: A Behind The Scenes Look（脚本）

### その他（スタッフ）
- Anime TV（共同プロデューサー、ラインプロデューサー、フロアディレクター）
- NASCAR Racning At Mesa Marin（プロデューサー、演出）

### 音楽活動
1990年
- アタック・オブ・ザ・キラー・トマト・アニメイテッドシリーズ（OPテーマ歌唱）